# Нортамберленд (округ, Пенсильвания)
Округ Нортамберленд (англ. Northumberland County) располагается в штате Пенсильвания, США. Официально образован 21 марта 1772 года. По состоянию на 2010 год, численность населения составляла 94 528 человек.

## География
По данным Бюро переписи США, общая площадь округа равняется 1235,431 км2, из которых 1191,401 км2 суша и 44,030 км2 или 3,660 % это водоёмы.

## Население
По данным переписи населения 2000 года в округе проживает 94 556 жителей в составе 38 835 домашних хозяйств и 25 592 семей. Плотность населения составляет 79,00 человек на км2. На территории округа насчитывается 43 164 жилых строений, при плотности застройки около 36,00-ти строений на км2. Расовый состав населения: белые — 97,09 %, афроамериканцы — 1,52 %, коренные американцы (индейцы) — 0,10 %, азиаты — 0,22 %, гавайцы — 0,02 %, представители других рас — 0,47 %, представители двух или более рас — 0,58 %. Испаноязычные составляли 1,10 % населения независимо от расы.
В составе 27,30 % из общего числа домашних хозяйств проживают дети в возрасте до 18 лет, 52,40 % домашних хозяйств представляют собой супружеские пары проживающие вместе, 9,60 % домашних хозяйств представляют собой одиноких женщин без супруга, 34,10 % домашних хозяйств не имеют отношения к семьям, 30,20 % домашних хозяйств состоят из одного человека, 15,50 % домашних хозяйств состоят из престарелых (65 лет и старше), проживающих в одиночестве. Средний размер домашнего хозяйства составляет 2,34 человека, и средний размер семьи 2,89 человека.
Возрастной состав округа: 21,90 % моложе 18 лет, 7,00 % от 18 до 24, 27,70 % от 25 до 44, 24,40 % от 45 до 64 и 24,40 % от 65 и старше. Средний возраст жителя округа 41 лет. На каждые 100 женщин приходится 96,30 мужчин. На каждые 100 женщин старше 18 лет приходится 92,80 мужчин.